# Badische II (alt)
Die vier Fahrzeuge der Gattung II, ab 1868 IIb alt der Großherzoglich Badischen Staatseisenbahn waren Breitspur-Dampflokomotiven für 1600 mm Spurweite.
Es handelte sich dabei um die ersten badischen Lokomotiven der Longboiler-Bauart. Die Fahrzeuge hatten einen über die hintere Laufachse hinausragenden quadratischen Stehkessel und einen schmiedeeisernen Innenrahmen. Die verwendete Stephenson-Steuerung ermöglichte die Veränderung der Zylinderfüllung. Die unter dem Langkessel liegende Speisepumpe wurde mit einer Exzenterwelle angetrieben. Der innen liegende Gabelrahmen aus Eisen war ursprünglich für Regelspur konzipiert. Die Räder standen deshalb auf den Seiten entsprechend nach außen.
Die Maschinen hatten eine sehr schlechte Lastverteilung (15 % vorn, 60 % Mitte, 25 % hinten), so dass die Lokomotiven zum Nicken neigten.
Bei der Umspurung auf Normalspur 1854 wurden die Maschinen auf die Achsfolge 2A umgebaut. Der Antrieb erfolgte  über eine Blindwelle. Dabei wurde auch ein kleiner Wetterschutz für die Kesselarmaturen angebaut.
Die Fahrzeuge hatten einen Schlepptender der Bauarten 3 T 5,13 - 3 T 5,40.